# Die Taube (Film)
Die Taube ist ein französisches Filmdrama von Yves Caumon aus dem Jahr 2011.

## Handlung
Anne lebt zurückgezogen und allein in Bordeaux, hat keine Freunde und arbeitet in der Großküche eines Krankenhauses, wobei sie den Kontakt zu Kollegen meidet. Einst war sie verheiratet und hatte ein Kind. Die Ehe mit Marc zerbrach am Tod des Sohns Theo. Auf Arbeit versucht Koch Raphaël Gespräche mit ihr zu beginnen und sie zu einem Treffen nach der Arbeit zu überreden, doch scheitert er an ihrer emotionalen Kälte.
Anne schläft seit einiger Zeit schlecht, hört sie in ihrer Wohnung doch Flattergeräusche, die sie nicht verorten kann. Ein Klempner meint, dass das Geräusch aus einem Schacht hinter ihrer Schlafzimmerwand komme. Als die Geräusche nicht aufhören, schlägt Anne ein Loch in die Wand. Hervor kommt eine helle Taube, die nun in der Wohnung umherzufliegen beginnt, was Anne zunächst hilflos mitansieht. Sie beginnt mit der Zeit, die Taube in ihrer Wohnung zu füttern.
Anne will mit ihrem Ex-Mann das Grab des gemeinsamen Kindes aufsuchen. Marc hat jedoch seine neue Frau Élise mitgebracht hat, mit der Anne jeden Kontakt vermeidet. Élise ist schwanger und bringt kurz drauf ein Kind zur Welt; Anne gibt ein Geschenk im Krankenhaus ab. Sie stimmt nun zu, das gemeinsame Haus, in dem sie mit Marc und Theo gewohnt hat, zu verkaufen. Bei einem letzten Besuch im Haus versinkt sie in Erinnerungen an die gemeinsame Familienzeit.
Ein Angebot Raphaëls, ihre Stelle aufzugeben und stattdessen mit ihm in einem neuen Restaurant am Meer zu arbeiten, lehnt sie ab und deutet an, dass er sie nur ins Bett kriegen wolle. Raphaël reagiert fassungslos über ihre Gefühlskälte. Später sucht er sie auf und küsst sie gegen ihren Willen, sodass sie zukünftig wenigstens einen Grund habe, ihn zu hassen.
Die Taube wird zutraulicher, pickt aus Annes Händen und sitzt auf ihrer Schulter. Als der Vogel eines Tages verschwunden scheint und ein Fenster offensteht, beginnt Anne zu weinen. Die Taube kehrt jedoch zurück. Anne besorgt ihr einen Vogelkäfig, den sie jedoch nach kurzer Zeit ebenso wie ein Fenster der Wohnung offenlässt. Eines Tages findet sie die Taube tot vor dem Haus vor. Sie sammelt die Überreste ein, verbrennt sie und verstreut die Asche im Meer. Kurz darauf sucht sie das neue Restaurant von Raphaël auf. Er tritt zu ihr und beide beginnen zu reden.

## Produktion
Die Taube entstand ab dem 12. Juli 2010 in Bordeaux. Die Dreharbeiten dauerten sechs Wochen, das Budget des Films betrug rund zwei Millionen Euro. Die Kostüme schuf Marie Le Garrec, die Filmbauten stammen von Sophie Reynaud. In einer Szene sitzt Anne im Kino. Der gezeigte Film, der sie zum Weinen bringt, ist Das Leben der Frau Oharu von Mizoguchi Kenji. Der Regisseur ist Yves Caumons großes filmisches Vorbild.
Die Taube erlebte am 7. September 2011 im Rahmen der Internationalen Filmfestspiele von Venedig seine Uraufführung, wo er in der Sektion Orizzonti lief. Der Film kam am 25. Januar 2012 in die französischen Kinos und wurde im Juni 2012 in Frankreich auf DVD veröffentlicht. In Deutschland lief er am 6. November 2014 erstmals auf arte im Fernsehen, wobei er im Original mit deutschen Untertiteln gezeigt wurde.

## Kritik
Der Film „erzählt mit einfühlsamer Leichtigkeit die Geschichte einer Frau, die nicht weinen kann und schließlich lernt, sich dem Fluss des Lebens hinzugeben“, schrieb Prisma. „Statt großer Worte viele feine Gesten“, fasste Cinema zusammen.